# Escobaria minima
Escobaria minima es una especie de planta fanerógama de la familia Cactaceae. 

## Descripción
Es una planta que, por lo general, crece por separado con los tallos en forma huevo y que puede alcanzar un diámetro de 1 a 2 centímetros (raramente hasta 4 cm) y una altura de 1,2 a 2,5 cm (raramente 7 cm). Las areolas son de hasta 3 milímetros de largo. Las 20 a 25 espinas aplanadas se encuentran muy juntas, cubriendo la superficie, son de color blanco tiza, amarillo o un poco de color rosado y de 8.3 mm (raramente hasta 14 milímetros) de largo. Las flores son de color rosa brillante a rojo púrpura, de 2 a 2,5 centímetros de longitud y diámetro. Los frutos son verdes, casi globulares de 5 a 10 milímetros de largo.

## Distribución
Escobaria minima se encuentra en Texas, Condado de Brewster y en el vecino México en el estado de Coahuila, en los pastos del desierto y extendida entre los acantilados de piedra caliza.

## Taxonomía
Escobaria minima fue descrita por (Baird) D.R.Hunt y publicado en Cactus and Succulent Journal of Great Britain 40: 30, en el año 1978.
Etimología
Escobaria: nombre genérico otorgado en honor de los agrónomos mexicanos Rómulo Escobar Zerman (1882–1946) y Numa Pompilio Escobar Zerman (1874–1949).
minima epíteto latino que significa "la más pequeña".
Sinonimia
- Mammillaria nellieae
- Coryphantha nellieae
- Coryphantha minima basónimo
- Escobaria nellieae[4][5]